# Aeropuerto Internacional de Fuyaira
El Aeropuerto Internacional de Fujairah (en árabe مطار الفجيرة الدولي) (IATA: FJR, OACI: OMFJ) es un aeropuerto ubicado a 1 km de Fujairah, Emiratos Árabes Unidos.

## Aerolíneas y destinos
- Kang Pacific Airlines
- TransGlobal Airways (Manila-Clark, Dacca) charter